# Heroes of Might and Magic: Quest for the Dragon Bone Staff
Heroes of Might and Magic: Quest for the Dragon Bone Staff – gra komputerowa stworzona przez studio 3DO w 2001 i wydana na konsole Playstation 2. Tytuł odbiegał nieco od wersji na PC, ponieważ został wzorowany bezpośrednio na prekursorze serii King’s Bounty. Grafika została poprawiona w stosunku do poprzednich gier z serii. Wszystkie jednostki oraz otoczenie zostały przeniesione w grafikę trójwymiarową.

## Fabuła
Głównym celem gry jest uratowanie króla leżącego na łożu śmierci. By tego dokonać, gracz musi odszukać tytułowy artefakt – Kość Smoka. Główny bohater ma na to 500 dni; oprócz tego istnieją w grze także wrogowie, którzy również pragną posiadać tę relikwię.